# Maxwell (микроархитектура)
Maxwell — кодовое название микроархитектуры графических процессоров, разработанной Nvidia в качестве преемника микроархитектуры Kepler. Архитектура Maxwell была введена в более поздних моделях GeForce 700 Series, а также используется в GeForce 800M Series, GeForce 900 Series и Quadro Mxxx serie. Nvidia для новой архитектуры Maxwell взяла в качестве основы Kepler и доработала её в нескольких областях. В архитектуре Maxwell потоковый мультипроцессор SMX был переименован в SMM (англ. Streaming Maxwell Multiprocessor), делящийся на четыре блока по 32 потоковых процессора. В общей сложности кластер SMM содержит 128 потоковых процессоров. Менее сложная логика управления обеспечивает более эффективное распределение задач по ядрам CUDA. Площадь чипа увеличилась на 25 % с 118 мм² до 148 мм². В то же время количество транзисторов выросло с 1,3 млрд до 1,87 млрд, что соответствует приросту на 44 %. Причина кроется в изменении компоновки чипа.
Микроархитектура названа в честь Джеймса Клерка Максвелла, основателя теории электромагнитного излучения.

## Особенности архитектуры Nvidia Maxwell

### Увеличенная выделенная общая память
В архитектуре Maxwell предусмотрено 64 Кбайт распределённой (регистровой) памяти, в то время как в Fermi или Kepler эта память делится между L1-кэшем и распределённой памятью. В Maxwell один блок может использовать до 48 Кбайт распределённой памяти, причём увеличение общего объёма этой памяти может привести к увеличению нагрузки мультипроцессора. Это стало возможным благодаря сочетанию функциональности L1-кэша и текстурного кэша в отдельном блоке.

### Более быстрые атомарные операции в разделённой памяти
В архитектуре Maxwell появились встроенные атомарные операции над 32-битными целыми числами в распределённой памяти, а также CAS-операции над 32-битными и 64-битными значениями в памяти — с помощью них можно реализовать другие атомарные функции. В случае Kepler и Fermi приходилось использовать сложный принцип «Lock / Update / Unlock», что приводило к дополнительным расходам.

### Динамический параллелизм
Динамический параллелизм, который появился в Kepler GK110, позволяет GPU самому создавать задачи для себя. Поддержка этой функции была впервые добавлена в CUDA 5.0, позволяя потокам на GK110 запускать дополнительные ядра на том же GPU.

### Тайловый рендеринг
Впервые для Nvidia и серии видеокарт GeForce была введена технология тайлового рендеринга для увеличения производительности и уменьшения нагрузки на память. В то же время у конкурентов в лице AMD её практически нет, данная технология отсутствует до сих пор по настоящее время, исключением лишь является серия VEGA с HBM памятью.

## Сравнение Kepler и Maxwell
| Характеристики                 | Kepler         | Maxwell         |
| ------------------------------ | -------------- | --------------- |
| GPU                            | GK107 (Kepler) | GM107 (Maxwell) |
| Ядра CUDA                      | 384            | 640             |
| Базовая частота                | 1058 МГц       | 1020 МГц        |
| Boost-частота GPU              | н/д            | 1085 МГц        |
| Гигафлопс                      | 812,5          | 1305,6          |
| Вычислительные возможности     | 3.0            | 5.0             |
| Распределённая память / SM     | 16 КБ / 48 КБ  | 64 КБ           |
| Размер регистрового файла / SM | 256 КБ         | 256 КБ          |
| Максимальное количество блоков | 16             | 32              |
| Частота памяти                 | 5000 МГц       | 5400 МГц        |
| Размер L2-кэша                 | 256 КБ         | 2048 КБ         |
| TDP                            | 64 Вт          | 60 Вт           |
| Транзисторы                    | 1,3 млрд       | 1,87 млрд.      |
| Площадь кристалла              | 118 мм²        | 148 мм²         |
| Техпроцесс                     | 28 нм          | 28 нм           |

## Преемник
Следующая архитектура после Maxwell появилась под кодовым названием Pascal.